# Cycles Rhonson
Les Cycles Rhonson était une marque française de vélo et vélomoteurs française basée à Villeurbanne puis à Lyon, créée pendant la Seconde Guerre mondiale.
Elle sponsorisait et équipait l'équipe cycliste Rhonson-Dunlop qui a participé à un grand nombre de courses cyclistes d'après guerre.

## Histoire
Pendant la Seconde Guerre mondiale, les usines de Georges Blettel à Villeurbanne qui fabriquent des accessoires automobiles est en grande difficulté faute de débouchés. Elle est reprise par trois hommes dont les deux enfants de M. Blettel à leur retour de la guerre. Ils décident de transformer l'usine en une fabrique de vélos. Des contraintes administratives les empêchent toutefois de créer une nouvelle affaire, ils s'orientent alors vers le rachat d'une petite marque lyonnaise existante et la rebaptisent « Rhonson », pour la contraction entre le Rhône et la Saône, les deux fleuves emblématiques de la région lyonnaise.
Il embauchent dès leurs débuts des ingénieurs qualifiés dans le domaine pour concevoir les premiers modèles. Leur ambition est de vendre des vélos légers en raccordement brasés sur le marché du vélo de luxe voire grand luxe. Dans la gamme initiale est également proposée une bicyclette de course conçue pour pouvoir équiper leur future formation cycliste, ainsi qu'un premier vélo à moteur. Ces modèles sont exposés à la Foire de Lyon en 1941.
Rhonson est davantage connu en France pour son activité de fabrication de cyclomoteurs dont son modèle phare la Rhonsonette.
En 1959, fut créée la Société anonyme VAP (Alcyon-Lucer et Rhonson réunis) dite VAP SA qui perdura jusqu’en 1967.

## Équipe cycliste Rhonson-Dunlop
Elle participe dès sa création à des courses cyclistes en zone non occupée. La formation perdurera jusqu'en 1951 avec comme directeur sportif René Buche. 
Plusieurs coureurs de renom ont couru des courses dans les rangs de l'équipe dont :
- Edouard Fachleitner[6]
- Pierre Baratin
- Antonin Rolland
- Joseph Soffietti